# Anne Consigny
Anne Consigny, född 25 maj 1963 i Alençon i Orne, är en fransk skådespelare.
Consigny nominerades till en César för Bästa kvinnliga biroll för sin roll i Fjärilen i glaskupan.
Hon har en son tillsammans med filmregissören Benoît Jacquot.

## Filmografi i urval
- 1985 – Le Soulier de satin
- 2005 – Inte här för att bli älskad
- 2007 – Fjärilen i glaskupan
- 2008 – Largo Winch
- 2008 – Public Enemy No. 1 - Part 2
- 2008 – En julberättelse
- 2009 – John Rabe
- 2012 – Gengångare (TV-serie)
- 2016 – Elle